# Henning Beer
Henning Beer (Hamburg, 30 de setembre de 1958) és un activista polític alemany, exmilitant de la segona generació de la Fracció de l'Exèrcit Roig (RAF). Va integrar l'organització armada entre 1978 i 1982, fins que es va exiliar a l'RDA, on va ser detingut i empresonat entre 1990 i 1995. El seu germà Wolfgang Beer també va formar part de la RAF.

## Trajectòria
Els germans Henning i Wolfgang Beer van créixer en un entorn familiar complicat, ja que només estava format per la seva mare soltera que patia alcoholisme. Posteriorment, durant els seus primers anys de joventut, es va radicalitzar i, als 16 anys, es va vincular al moviment de l'esquerra revolucionària liderada per la Fracció de l'Exèrcit Roig (RAF). Al voltant de 1978, tots dos germans ja s'havien unit a la segona generació de la RAF.
El 19 de novembre de 1979, un escamot de la RAF, integrat per Rolf Clemens Wagner, Christian Klar, Peter-Jürgen Boock i Henning Beer, va assaltar el Schweizerische Volksbank de Zuric, aconseguint apoderar-se de 548.000 francs suïssos (prop de 343.111 euros). En la fugida a través del Centre Comercial Shopville es va iniciar un tiroteig amb la policia municipal, en el qual va morir Edith Kletzhandler, una vianant que era una mestressa de casa suïssa de 56 anys, que va rebre l'impacte d'una bala al coll. Fora del centre comercial, Wagner va ser detingut, mentre que la resta de l'escamot es va aconseguir escapar, no sense que en el moment de robar un vehicle, Klar i Boock ferissin a trets a dos policies, així com a una dona seriosament en el pit.
El 15 de setembre de 1980, Christian Klar, Helmut Pohl, Adelheid Schulz, Inge Viett i Henning Beer van viatjar a la República Democràtica Alemanya, on van iniciar converses amb els representants de la Stasi. A principis d'octubre, el grup va tornar a la República Federal d'Alemanya. Beer va estar present en els preparatius de l'atemptat contra el general estatunidenc Frederick James Kroesen, a Heidelberg, que va ser perpetrat amb resultat no mortal el 15 de setembre de 1981. Poc després, es va separar de la RAF i, l'1 d'abril de 1982, se'n va anar de nou a l'RDA on hi va viure fins a 1990 gràcies a un nom fals. Després de la caiguda del Mur de Berlín, i el desemmascarament del suport de la Stasi als grups armats alemanys, va ser arrestat el 18 de juny de 1990, a Neubrandenburg. A la presó va presentar nombrosos testimonis i dades aconseguint obtenir la indulgència al judici.
El juliol de 1991, es va presentar davant del Tribunal Superior Regional de Coblença, que el va sentenciar a sis anys i mig de presó. El tribunal va considerar la seva participació en set temptatives d'assassinat, la complicitat en 21 intents d'assassinat, la participació en atemptats amb bomba, robatori amb agreujant i pertinença a una organització terrorista. Des que va cometre aquests delictes, el jutge el va considerar «gairebé un nen» i va ser condemnat per la justícia de menors i la indulgència a sis anys d'internament. Després de cinc anys, va ser posat en llibertat condicional.